# Trebouxiales
Trebouxiales é uma ordem de algas verdes da classe Trebouxiophyceae. A ordem inclui a família Trebouxiaceae que tem como género tipo Trebouxia, as algas de ocorrência mais comum como ficobiontes na formação de associações simbióticas em líquenes (fungos liquenizados).